# Ralf Zils
Ralf Zils (* 25. Mai 1969) ist ein ehemaliger deutscher Fußballspieler und späterer -trainer, der für den MSV Duisburg einmal in der 2. Bundesliga auf dem Platz stand.

## Spielerkarriere

### Anfänge beim MSV Duisburg (1987–1990)
Der Abwehrspieler Zils wuchs in Mülheim an der Ruhr auf und kam als Jugendlicher zum in der Nachbarstadt beheimateten MSV Duisburg. Bei dem 1986 in die drittklassige Oberliga Nordrhein abgestiegenen Traditionsverein geriet er 1987 in den Fokus des Trainers der ersten Mannschaft, Detlef Pirsig. Am 21. Juni des Jahres erhielt der gerade 18-Jährige dessen Vertrauen und wurde im Finale um die Deutsche Amateurmeisterschaft gegen die Zweitmannschaft des FC Bayern München in der 88. Minute bei einem 2:1-Zwischenstand für den zweifachen Torschützen Michael Tönnies eingewechselt. Er diente zur Stabilisierung der Defensive, erlebte mit, wie Uwe Kober noch bis auf 4:1 erhöhte und konnte damit den Titelgewinn feiern.
Trotz des Erfolgs musste der MSV weiterhin in der Oberliga antreten. Zils wurde zwar regelmäßig aufgeboten und galt als Perspektivspieler, konnte sich aber keinen Stammplatz erkämpfen. Am Ende der Spielzeit 1988/89 glückte der ersehnte Wiederaufstieg in die 2. Bundesliga. Von da an war der 20-Jährige offiziell Profi, doch sanken gleichzeitig seine Chancen auf weitere Einsätze. Am 1. Oktober 1989 debütierte er in der zweithöchsten Spielklasse, als er bei einem 2:1-Sieg gegen Hannover 96 in der 89. Minute eingewechselt wurde. Die wenigen Minuten, die er anschließend auf dem Platz verbrachte, blieben seine einzigen im Profibereich. Weil er beim MSV keine Perspektive mehr besaß, wechselte er 1990 zum Oberligisten Schwarz-Weiß Essen.

### Amateur bei Schwarz-Weiß Essen und in Mülheim (1990–2002)
Hatte er in Duisburg noch mit prominenten Fußballern wie Ewald Lienen zusammengespielt, wurde er bei Schwarz-Weiß nach seinem Wechsel sofort zu einer wichtigen Stütze der Mannschaft. Ab 1994 war der Klub durch die Umstrukturierung des Ligensystems nur noch viertklassig. Dennoch blieb er dort und nahm am Spielbetrieb der Oberliga teil, bis er sich 1999 verabschiedete und mit dem Wechsel zum TuS Union 09 Mülheim in seine Heimatstadt zurückkehrte. 2002 hörte er im Alter von 33 Jahren endgültig mit dem Fußballspielen auf.

## Trainerkarriere
Im Jahr 2006 übernahm er die Amateurmannschaft des SC Werden-Heidhausen, die er im Januar 2008 überraschend zur Essener Stadtmeisterschaft führen konnte. 2011 folgte ein erneuter Wechsel in seine Heimat, als er beim Mülheimer SV 07 angestellt wurde. Diesen führte er sofort von der Bezirks- in die Landesliga und war zunächst erfolgreich, bis das Team schlecht in die Spielzeit 2013/14 startete und er daraufhin im Oktober 2013 entlassen wurde. 2014 wurde er für dasselbe Amt vom Lokalrivalen TSV Heimaterde Mülheim verpflichtet.